# Staurotypinae
Sous-famille
Les Staurotypinae sont une sous-famille de tortues. Elle a été décrite par John Edward Gray en 1869.

## Répartition
Les espèces de cette sous-famille se rencontrent en Amérique du Nord et en Amérique centrale.

## Liste des genres
Selon TFTSG (22 juin 2011) :
- genre Claudius Cope, 1865
- genre Staurotypus Wagler, 1830

## Description
Les Staurotypinae présentent 7 ou 8 écailles sur leur carapace, contre 10 ou 11 chez les Kinosterninae. Contrairement à ces dernières elles possèdent un entoplastron.

## Publication originale
- Gray, 1869 : Notes on the families and genera of tortoises (Testudinata), and on the characters afforded by the study of their skulls. Proceedings of the Zoological Society of London, vol. 1869, p. 165–225 (texte intégral).